# Список населённых пунктов Виноградовского района Архангельской области
*Административные центры указаны жирным шрифтом
- Березниковское СП
  - Березник
  - Верхнее Чажестрово
  - Нижнее Чажестрово
  - Новый
  - Пянда (посёлок)
  - Пянда (деревня)
  - Усть-Вага
  - Березничек
  - Важский
  - Верхняя Кица
  - Нижняя Кица
- Борецкое сельское поселение
  - Алексеевская
  - Горка
  - Городок
  - Гридинская
  - Задориха
  - Зауйтовская
  - Игнатьевская
  - Леушинская
  - Михайловская
  - Островецкая
  - Пустынская
  - Сельменьга
  - Скобели
  - Фалюки
  - Шошельцы
- Заостровское сельское поселение
  - Горлышевская
  - Жерлыгинская
  - Коверниковская
  - Коноваловская
  - Ламповская
  - Масловская
  - Нироновская
  - Рязановская
  - Сельцо
  - Степановская
  - Терентьевская
  - Тимофеевская
  - Яковлевская
- Моржегорское сельское поселение
  - Власьевская
  - Гора
  - Кальи
  - Карговино
  - Монастырёк
  - Моржегоры
  - Надозерье
  - Репаново
  - Родионовская
  - Рязаново
  - Савинская
  - Уйта
  - Усть-Морж
  - Хетово
  - Хохновская
  - Шастки
- Осиновское сельское поселение
  - Антоновская
  - Артюшинская
  - Верхняя Ваеньга
  - Воронцы
  - Гусево
  - Квахтюга
  - Конецгорье
  - Корбала
  - Кулига
  - Молепровод
  - Моршихинская
  - Нижняя Ваеньга
  - Осиново
  - Прилук
  - Ростовское
  - Сафроновская
  - Селивановская
  - Сидоровская
  - Слобода
  - Тройничевская (Черцово)
  - Филипповская
  - Шиленьга
- Рочегодское сельское поселение
  - Клыковская
  - Кургомень
  - Нижняя Топса
  - Никитинская
  - Няводы
  - Плёсо
  - Пыстрома
  - Рочегда
  - Сергеевская (Троица)
  - Топса
  - Тугаринская
- Усть-Ваеньгское сельское поселение
  - Высокуша
  - Гольцово
  - Паница
  - Сплавной
  - Усть-Ваеньга
- Шидровское сельское поселение
  - Заборье
  - Наволок
  - Чамово
  - Шидрово (деревня)
  - Шидрово (посёлок)
  - Шужега